# 일제강점기의 훈기장
일제강점기의 훈기장은 러일 전쟁 이후 일제강점기 동안 일본 제국이 조선인에게 수여한 훈장과 기장이다.

## 일본의 훈장
일본의 훈장은 최고 등급의 훈장인 국화장(菊花章 ), 남자에게 주는 욱일장(旭日章), 여자에게 주는 보관장(寶冠章), 남녀 모두가 받을 수 있는 서보장(瑞寶章), 무공훈장 금치훈장(金鵄勳章), 일반인에게 수여되는 문화훈장(文化勳章) 등이 있다. 욱일장, 보관장, 서보장은 등급을 나누어 훈등을 매겼다.
기장으로는 전쟁에 참여한 공로자에게 주는 종군기장과, 일본 천황의 즉위 등 각종 기념일에 특별히 수여되는 기념장이 있다.

## 일제강점기의 훈장
일본 제국은 1910년 한일 병합 조약 체결과 함께 대한제국 고종과 대한제국 순종을 일본 황족 내의 왕족으로 격하시키면서 최고 등급의 훈장인 국화대수장을 수여했다. 한일 병합에 공을 세운 이완용 등 일부 인사들도 국화대수장을 받았다.
일제강점기 동안 조선인이 주로 많이 받은 훈장은 서보장이다. 서보장은 훈1등에서 훈8등까지 등급이 나뉜다. 숫자가 작을수록 등급이 높은 것이다.
훈장에는 천황이 직접 주는지 여부와 훈장 수여 방식에 따라 서열을 두었다. 서열이 높은 사람은 천황이 직접 수여하였으며, 그렇지 않을 경우 간접 수여되었다. 훈기 양식에도 비슷한 차이가 있었다. 조선인은 같은 훈장을 받더라도 일본인에 비해 낮은 지위의 훈장을 받았다.

## 일제강점기의 기장
일제강점기에게 조선인에게 많이 수여된 기장으로는 한국병합기념장과 대례기념장이 있다.

### 한국병합기념장
한국병합기념장(韓國倂合記念章)은 1910년 8월의 한일 병합 조약 체결과 한일 병합을 기념하기 위하여 1912년에 수여한 기장이다. 한일 병합에 관계한 관리나 옛 대한제국의 왕족을 비롯하여 광범위하게 수여되었다. 우치다 료헤이 등 병합에 기여한 일본인들도 이 기장을 수여받았다.

### 대례기념장
대례기념장(大禮記念章)은 다이쇼 천황과 쇼와 천황 때 각각 수여되어 다이쇼대례기념장과 쇼와대례기념장이 있다. 다이쇼대례기념장은 1912년의 다이쇼 천황 즉위를 기념하여 즉위식에 초대한 사람들에게 수여한 기장이다. 쇼와대례기념장은 1926년의 쇼와 천황 즉위를 기념하여 즉위식에 초대한 사람들에게 수여되었다.

## 서훈자
일제강점기의 훈장 서훈 내역은 대한민국에서 알려지지 않다가, 2005년에 한국방송공사가 일본 내각이 보유한 자료를 찾아내 서훈자 약 3천 3백명의 명단을 입수하여 방송하였다.
 서훈자 가운데는 대한민국 검찰총장, 대법원장, 참모총장 등 요직을 지낸 인물들이 포함되어 있었다.
3천 3백명을 직업별로 분류하면 교육자(684명), 군수(499명), 군속(268명), 육군 군인(192명), 경찰(154명), 총독부 공무원(141명), 판사(55명), 검사(18명) 순이었고, 서훈을 받은 군수 499명중 147명은 태평양 전쟁 종전 후에도 계속 군수로 일했다. 군속은 군 소속의 공무원이다.

## 참고자료
- 민족문제연구소 (2008년 8월). “친일파, 일제로부터 어떤 훈장을 받았나”. 《민족사랑》: 18~19쪽.